# Список млекопитающих, занесённых в Красную книгу Ростовской области
В списке указаны все млекопитающие, вошедшие в Красную книгу Ростовской области по состоянию на 2014 год (актуален по состоянию на 2022 год).
Разделы КМ, КР, КС и МСОП означают, соответственно, статус указанного вида в Красной книге Ростовской области, Красной книге России, Красной книге СССР и в Красном списке МСОП. В случае, если в той или иной Красной книге какой-либо из описываемых видов отсутствует, то есть, не отнесён ни к одной из указанных категорий, соответствующая ячейка списка оставлена незаполненной. Все виды поделены на 5 категорий в Красной книге Ростовской области, на 6 категорий в Красной книге России и Красной книге СССР и на 9 в списке МСОП. Категории имеют следующие обозначения:
| Красная книга Ростовской области: 0 — вероятно исчезнувшие 1 — исчезающие виды 2 — потенциально уязвимые виды 3 — виды с восстановленной численностью 4 — виды, требующие внимания, и недостаточно изученные виды | Красная книга России и Красная книга СССР: 0 — вероятно исчезнувшие 1 — находящиеся под угрозой исчезновения 2 — сокращающиеся в численности 3 — редкие 4 — неопределенные по статусу 5 — восстанавливаемые и восстанавливающиеся | Красный список МСОП: EX — Исчезнувшие EW — Исчезнувшие в дикой природе CR — Находящиеся в критическом состоянии EN — Находящиеся в опасном состоянии VU — Уязвимые NT — Находящиеся в состоянии, близком к угрожаемому LC — Вызывающие наименьшие опасения DD — Недостаток данных NE — Неоценённые |

Красная книга Ростовской области включает в себя 579 биологических видов, из них 252 относятся к царству животных. Всего в список млекопитающих Красной книги Ростовской области включено 22 вида, в том числе: 9 представителей отряда — хищных, по 4 — грызунов и рукокрылых, по 2 — насекомоядных и парнокопытных, и один представитель отряда китообразных.
Согласно постановлению Правительства Ростовской области от 05.08.2003 № 358, Красная книга должна переиздаваться с актуализированными данными не реже, чем каждые 10 лет.
| №  | Латинское название                                           | Русское название и описание | Изображение             | КРО | КР | КС | МСОП           |
| -- | ------------------------------------------------------------ | --- | ----------------------- | --- | -- | -- | -------------- |
| 1  | Desmana moschata (Linnaeus, 1758)                            | Выхухоль русская — вид семейства кротовых отряда насекомоядных. Длина тела 18—22 см, хвоста 17—21 см. Реликтовый вид, эндемичен на территории России. В начале XX века зверёк был довольно многочислен в гирлах Дона, отмечался на реках Миус, Самбек, притоках Северского Донца, последние десять лет обитает в притоках Дона в Шолоховском и Верхнедонском районах, в притоках Северного Донца и на Миусе. Вероятная численность в пределах Ростовской области — до 1000 особей. |                         | 3   | 2  |    | VU             |
| 2  | Hemiechinus auritus (Gmelin, 1770)                           | Ушастый ёж — вид семейства ежовых отряда насекомоядных. Длина тела 12—27 см, хвоста до 2 см. Отличается от обыкновенного ежа большим размером ушной раковины: длина его ушей до 5 см. Ареал вида: степи, полупустыни и пустыни Северной Африки, Юго-восточной Европы, Центральной Азии. Активен в сумерки и ночью. В первой половине XX века довольно часто встречался, нередко вместе с белогрудым ежом, в окрестностях Ростова-на-Дону. В начале 2000-х годов отмечен в Орловском, Ремонтненском, Пролетарском районах области, где до 1960—1970-х годов был единственным видом ежей, однако широкое обводнение степей и их распашка привели к проникновению сюда и увеличению численности белогрудого ежа и падению популяции ушастого ежа. |                         | 2   |    |    | LC             |
| 3  | Nyctalus lasiopterus (Schreber, 1780)                        | Гигантская вечерница — вид семейства гладконосых, отряда рукокрылых. Летучая мышь. Размеры тела — до 8—10 см, размах крыльев — около 46 см. Является самой крупной летучей мышью на территории Европы и России. Обитает в зоне лиственных лесов Европы (от Севера Франции до Оренбургской области). В Ростовской области встречается исключительно во время миграций. Охраняется в Александровском заказнике. Основные лимитирующие факторы популяции в Ростовской области в достаточной степени не изучены; вероятно, ими являются сокращение числа дуплистых деревьев в местах обитания вида и применение инсектицидов, а также негативное отношение населения к рукокрылым. |                         | 3   | 3  |    | NT             |
| 4  | Nyctalus leisleri (Kuhl, 1817)                               | Малая вечерница — вид семейства гладконосых, отряда рукокрылых. Размеры тела — до 5—6 см, размах крыльев — до 25—33 см. Обычно селится в дуплах с круглым входом, группами по 20—40 особей, самки живут порознь от самцов. Обитает в широколиственных лесах Европы, Северо-Западной Африки, Кавказа и Закавказья, на север проникает до Новгородской области. В Ростовской области встречается исключительно во время миграций. Охраняется в Александровском заказнике. Лимитирующие факторы: негативное влияние на состояние вида может оказывать сокращение числа дуплистых деревьев, применение инсектицидов и уничтожение рукокрылых местным населением. |                         | 4   |    |    | LC             |
| 5  | Myotis dasycneme (Boie, 1825)                                | Прудовая ночница — вид семейства гладконосых, отряда рукокрылых. Размеры тела — до 6—7 см, размах крыльев — около до 28—35 см. Обитает в Западной, Центральной и Восточной Европе, Западной Сибири и Казахстане. Селится вблизи стоячих водоемов или пойм равнинных рек. В горах появляется только во время сезонных миграций и зимовки. В Ростовской области представители вида наблюдались в Шолоховском и Верхнедонском районах. В станице Вешенской на чердаке здания Музея-заповедника М. А. Шолохова в июне 1990 года обнаружена колония размножающихся самок, включающая около 50 особей. Несколько зимующих ночниц найдено в Демидовских известняковых катакомбах. Основные причины сокращения ночниц — уничтожение и беспокойство ночниц в летних и зимних убежищах, а также применение ядохимикатов. |                         | 4   |    |    | NT.            |
| 6  | Sicista severtzovi (Ognev, 1935)                             | Тёмная мышовка — вид семейства мышовковые, отряда грызунов. Род — мышовки. Размеры тела — 6—8 см. Является видом-двойником степной мышовки. Окраска верха тела насыщенная, серо-буроватая, со значительной примесью бурых волос, спинная полоса интенсивно-черная. Распространены на Украине и в Европейской части России (в среднем течении Дона). В пределах Ростовской области известно обнаружение зверьков этого вида на Цимлянских песках. Охраняется в «Цимлянском заказнике». Основные причины снижения численности — распашка целинных степных участков, применение пестицидов, родентицидные мероприятия на полях, весенне-летние палы на сенокосах, фрагментация популяции.. |                         | 4   |    |    | LC             |
| 7  | Stylodipus telum (Lichtenstein, 1823)                        | Емуранчик обыкновенный — вид семейства тушканчиковых, отряда грызунов. Род — емуранчики (Stylodipus). Размеры тела 9—12 см, масса — до 44 г. Окрас верхней части тела — тёмный или бурый с серым оттенком. Мех короткий. Обитает на ряде территорий Китая, Казахстана, Туркменистана, Украины, Узбекистана; в России встречается от песков низовьев Дона до левобережья Иртыша. Через Ростовскую область проходит западная граница сплошного ареала вида, в разное время был отмечен близ станицы Атаманской, села Ремонтного и других поселений востока области. На популяцию емуранчика негативно влияют распашка земель, перевыпас скота, широкое использование пестицидов и другие антропогенные факторы. |                         | 4   |    |    | LC             |
| 8  | Alactagulus pumilio (Kerr, 1792)                             | Тарбаганчик — вид семейства тушканчиковых, отряда грызунов. Род — земляные зайцы. Размеры тела 9—12 см. Окрас верха — от оливково-бурого до бледного песчаного. Брюхо, конечности и полоса, заходящая сзади на бедра, белые. Ареал вида — пустыни и полупустыни Восточного Предкавказья, Нижнего Поволжья, Казахстана, Средней и Центральной Азии. В Ростовской области отмечен в юго-восточных и восточных районах. По правую сторону Дона не отмечался. Охраняется в заповеднике «Ростовский». Негативное влияние на популяцию оказывают распашка земель, перевыпас скота, широкое использование пестицидов и другие факторы. | Фотография тарбаганчика | 4   |    |    | нет в каталоге |
| 9  | Sicista subtilis (Pallas, 1773)                              | Степная мышовка — вид семейства мышовковые, отряда грызунов. Род — мышовки. Размеры тела — 6—8 см. Окрас верха — палево-серый, брюшко светлое. На спине выраженная чёрная полоска. Степная мышовка распространена по зонам степей, южному лесостепью и северным полупустыням от Венгрии и Румынии до и юго-западного Прибайкалья. В пределах Ростовской области вид распространён относительно широко, но места обитания выяснены в недостаточной степени. Охраняется в «Цимлянском заказнике». На популяцию негативно влияют распашка земель, перевыпас скота, широкое использование пестицидов и другие антропогенные факторы. |                         | 4   |    |    | LC             |
| 10 | Lagurus lagurus (Pallas, 1773)                               | Степная пеструшка — вид семейства хомяковых, отряда грызунов. Единственный представитель рода. Размеры тела 8—12 см, вес — до 35 г. Окраска верха тела однотонная: от тёмной или буровато-серой до светлой, серовато-палевой; постепенно переходит в несколько более светлую окраску боков и брюшка. Вдоль хребта от носа до хвоста идёт тёмная полоса. Обитает в пустынях, полупустынях и лесостепях Евразии от Преднестровья до Монголии. Сведения о пребывании пеструшек в Ростовской области в основном относятся к первой половине XX века, современные данные (в частности, информация о наблюдении пеструшек в «Северодонецком заказнике») отрывочны и нуждаются в подтверждении. |                         | 4   |    |    | LC             |
| 11 | Lutra lutra (подвид lutra) (Linnaeus, 1758)                  | Выдра речная — вид семейства куньих, отряда хищных. В Красную книгу Ростовской области занесён номинативный подвид этого вида. Средних размеров зверь с гибким подвижным телом длиной (с хвостом) 80—125 см и весом до 10—12 кг. Обитает по берегам озёр и рек по всей Евразии и в северо-западной Африке, за исключением безводных регионов и пояса тундр. В Ростовской области обитает в пойменных лесах Дона и Северского Донца, достоверные находки известны из окрестностей станицы Скосырской (Тацинский район) и слободы Петрово (Советский район). В начале XX века наблюдалась на реках Миус, Самбек, Сарматской и Бирючей; по мнению ряда исследователей, выдра не являлась постоянным обитателем Придонья. В настоящее время охраняется в шести заказниках области. Популяция, судя по всему, восстанавливается. |                         | 3   | 3  |    | NT             |
| 12 | Mustela erminea (Linnaeus, 1758)                             | Горностай — вид семейства куньих, отряда хищных. Длина тела самца — 17—38 см (самки примерно вдвое меньше), длина хвоста составляет около 35 % от длины тела — 6—12 см; масса тела — от 70 до 260 г. Ареал: Европа (кроме стран Средиземноморья), Южная Азия до Гималаев, Северная Америка. Завезен в Новую Зеландию. На территории бывшего СССР встречается почти повсеместно. До 1950-х годов отмечался в Ростовской области широко, современное состояние популяции в достаточной степени не изучено. Для последних десятилетий имеются сообщения о нахождении отдельных особей в «Вешенском заказнике». Лимитирующие факторы в рамках Ростовской области не выяснены. В последнее время, согласно результатам использования фотоловушек и анализа зимних следов, предполагается, что популяция более многочисленная, чем считалось ранее. |                         | 3   |    |    | LC             |
| 13 | Sicista strandi (Formozov, 1931)                             | Мышовка Штранда — вид семейства мышовковые, отряда грызунов. Род — мышовки. Длина тела около 6 см, хвоста 8,5 см ( иногда более 150 % длины тела). Верх тела рыжевато-коричневый, брюшко сероватого цвета. По спине вдоль хребта проходит черная узкая полоса без светлого окаймления. Является видом-двойником лесной мышовки. Распространена в лесах Юга России и предгорьях Северного Кавказа до высоты 2200 метров. Населяет всю территорию Ростовской области, за исключением крайних западных районов: Матвеево-Курганского, Неклиновского, Куйбышевского, но встречается крайне редко. Основные причины снижения численности – применение пестицидов, родентицидные мероприятия на полях, весенне-летние палы на сенокосах, фрагментация популяции. Охраняется в «Цимлянском заказнике».. |                         | 4   |    |    | LC             |
| 14 | Spermophilus suslicus (Guldenstaedt, 1770)                   | Крапчатый суслик — вид семейства беличьи, отряда грызунов. Род — суслики. Один из самых мелких (длина тела 17—26 см) и короткохвостых (хвост 2,9—5,5 см, менее 1/4 длины тела) сусликов. Весит до 500 грамм. Окраска верха сравнительно яркая и пестрая, по основному серо-коричневому фону разбросаны яркие белые четко очерченные пятна. Встречается в степях Центральной и Восточной Европы. Является обитателем ковыльных степей, суходольных лугов и южной части лесостепи. Его исконные местообитания — возвышенные участки целинной степи, в том числе используемые под покосы, выгоны и пастбища. В Ростовской области отмечены отдельные поселения в северо-западных районах. Основной лимитирующий фактор - деградация целинных степных участков в результате их распашки. Специальные меры охраны в рамках Ростовской области не разработаны.. |                         | 4   |    |    | NT             |
| 15 | Mustela lutreola (подвид turovi) (Kuznetzov и Novikov, 1939) | Кавказская европейская норка — подвид вида европейская норка (Mustela lutreola), представителя семейства куньих, отряда хищных. Длина тела 32—43 см, хвоста — 12—19 см, масса — 550—800 г. Окрас однотонный, тёмно-бурый с рыжеватым оттенком. Подвид обитает на территории Кавказа, а также в низовьях Дона и Волги. В Ростовской области вид распространён по Дону, Северному Донцу и другим рекам, от Верхнедонского и Шолоховского районов до дельты Дона. Положение данного подвида в рамках области осложняется тем, что в некоторых районах он вытесняется проникающим в его привычные места обитания другим видом норок — американской норкой (Mustela vison). |                         | 4   | 1  |    | EN             |
| 16 | Vormela peregusna (подвид peregusna) (Guldenstadt, 1770)     | Южнорусская перевязка — вид семейства куньих, отряда хищных. В Красную книгу Ростовской области занесён номинативный подвид этого вида. Длина взрослой особи от 29 до 38 см, длина хвоста — от 15 до 22 см. Вес составляет от 370 до 730 г. Верхняя часть тела окрашена в тёмно-коричневые тона и покрыта жёлтыми пятнами и полосками, нижняя часть тела чёрного цвета. Вид обитает на территории Восточной Европы и Азии, от Балканского полуострова до северо-запада Китая и Монголии. На территории России от Воронежской области до Сочи и Махачкалы. Встречается во многих районах Ростовской области, однако, как правило, наблюдаются единичные особи. По сравнению с серединой XX века популяция значительно сократилась по причине почти полной распашки целинных и залежных земель, перевыпаса скота, широкого использования пестицидов и сокращения естественной кормовой базы (малого суслика, хомяка, тушканчика, водяной полевки). Перевязка охраняется более чем в десяти заповедниках и заказниках области.                              |                         | 2   | 1  |    | VU             |
| 17 | lynx lynx (Linnaeus, 1758)                                   | Рысь — вид семейства кошачьих отряда хищных. Крупная кошка. Длина тела с хвостом — 85—135 см, вес — до 30 кг. Общее распространение — лесная и горная зоны от Западной Европы до Дальнего Востока России и на юг до Средней Азии и Тибетского нагорья. В Ростовской области встречается редко, единичные особи отмечаются иногда в Верхнедонском, Шолоховском, Миллеровском и некоторых других северных районах, куда они заходят по пойменным лесам из лесной зоны. Меры по охране вида из-за непостоянного присутствия на территории области не применяются. |                         | 3   |    |    | LC             |
| 18 | Mustela eversmanni (подвид eversmanni) (Lesson, 1827)        | Степной хорь — вид семейства куньих, отряда хищных. В Красную книгу Ростовской области занесён номинативный подвид этого вида. Длина тела 52—56 см, хвоста — до 18 см, масса тела до 2 кг, самки немного меньше самцов. Распространён по всей степной и лесостепной зонам Евразии. На западе ареал доходит до северных Балкан, центральных областей придунайской равнины. На юге граница ареала в Средней Азии определяется зоной пустынь, а в Центральной Азии — горными системами Гималаев и южного Тибета. В XIX веке являлся типичным хищником, эффективно сокращающим численность сусликов для большинства районов Ростовской области, по данной причине находился под охраной. В большом количестве наблюдался вплоть до 1960—1970-х годов. Однако в последнее время количество представителей вида существенно сократилось. Одним из факторов, вызвавших падение количество хорьков, является резкое снижение и исчезновение во многих местах малого суслика (Spermophilus pygmaeus). Охраняется в десяти заповедниках области и ряде заказников. |                         | 2   | 2  |    | LC             |
| 19 | Mustela putorius (Linnaeus, 1758)                            | Лесной хорь — вид семейства куньих, отряда хищных. Длина тела — 36—48 см, хвоста — 15—17 см. Вес до 1,7 кг. Туловище вытянутое и гибкое. Самки в полтора раза меньше. Окрас — чёрно-бурый, иногда встречаются чисто рыжие и белые особи. Обитает в лесных, лесостепных и лишь отчасти в степных областях большей части Европы и крайнего северо-запада Африки. В России распространён почти по всей европейской части, за исключением тайги северного Предуралья. В Ростовской области отмечается в старых пойменных и байрачных лесах, искусственных зрелых насаждениях лесхозов на севере области, также отмечался в ботаническом саду Ростова-на-Дону и Щепкинском лесу. Границу ареала можно провести по руслу Дона, хотя в начале-середине XX века отмечались случаи проникновения лесного хорька на левобережье Дона. Очень малочислен. Охраняется в Вешенском, Еланском и некоторых других заказниках. |                         | 4   |    |    | LC             |
| 20 | Phocoena phocoena (подвид relicta ) (Abel, 1905)             | Черноморская морская свинья — подвид вида обыкновенная морская свинья (Phocoena phocoena), представителя семейства морских свиней отряда китообразных. Представляет собой небольшого дельфина длиной до 1,5 метров и массой до 30 кг. От других подвидов отличается меньшим размером, а также адаптацией к снижению уровня солёности воды. Ареал черноморского подвида ограничен Азовским, Чёрным, Мраморным, Эгейским и Средиземным морями. В Ростовской области отмечен в Азовском море, Таганрогском заливе, эпизодически в низовьях Дона. Численность вида постоянно снижается. Основные лимитирующие факторы: уменьшение кормовой базы, гибель в рыболовецких сетях и при аварийных сбросах газа, гибель во льдах в суровые зимы, загрязнение водной среды различными отходами, сильная заражённость паразитами. |                         | 3   | 3  |    | EN             |
| 21 | Saiga tatarica (Linnaeus, 1766)                              | Сайга — вид семейства полорогих, отряда парнокопытных. Длина тела взрослых особей — 100—145 см, высота — 55—80 см, масса — 20—50 кг. Самки меньше самцов. Обитает в сухих степях и полупустынях Казахстана, Узбекистана, Туркменистана, Монголии и России. В Ростовской области иногда отмечается в степных Ремонтненском, Пролетарском и Орловском районах, куда проникает в летнее время из соседней Калмыкии. Основным врагом в природе является волк, молодые особи иногда становятся добычей лисиц и крупных пернатых хищников. Отмечены случаи гибели сайгаков во время зимней бескормицы и сильных заморозков. Вид можно содержать в вольерах, однако, будучи выпущенными в природу, сайгаки будут уходить в Калмыкию. |                         | 3   |    |    | CR             |

## Недавно исключенные виды
| Год исключения | Латинское название                               | Русское название и описание | Изображение | КРО | КР | КС | МСОП |
| -------------- | ------------------------------------------------ | --- | ----------- | --- | -- | -- | ---- |
| 2010           | Plecotus auritus (Linnaeus, 1758)                | Бурый ушан — вид семейства гладконосых, отряда рукокрылых. Размеры тела — до 4—5,5 см, размах крыльев — до 24—28 см. Один из видов рода ушанов. Распространён в зоне умеренного климата северной и средней полосы Евразии — от Англии, Франции и Швеции до Дальнего Востока, Корейского полуострова и Японии. В Ростовской области встречается крайне редко и нерегулярно, известно лишь два задокументированных случая обнаружения этого вида. На состояние вида негативно влияют следующие факторы: исчезновение летних мест обитания, обусловленное вырубкой лесов, беспокойство в подземных убежищах и применение инсектицидов. |             | 4   |    |    | LC   |
| 2010           | Vulpes corsac (подвид kalmykorum) (Ognev, 1935)  | Калмыкский корсак — подвид вида корсак (Vulpes corsac), представителя семейства псовых, отряда хищных. Длина тела 50—60 см, хвоста — 25—35 см, с более крупными ушами и высокими ногами. Высота в плечах около 30 см. Вес — 4—6 кг. Имеет относительно непышный мех ржаво-серой окраски. Подвид обитает в степях и полупустынях, сосредоточенных между реками Волгой и Уралом. В Ростовской области встречается преимущественно в юго-восточных и восточных районах. Резкое сокращение вида отмечено в последние десятилетия. Основной причиной сокращения ареала калмыцкого корсака является его вытеснение обыкновенной лисицей (Vulpes vulpes), для которой отмечено более чем двукратное увеличение популяции в 1990-е годы. По состоянию на 2002 год число обыкновенных лисиц в области в 2,6 раза превышало оптимальное. Вид охраняется в заповеднике «Ростовский», а также в нескольких заказников области. |             | 2   |    |    | LC   |
| 2014           | Felis silvestris (Schreber, 1777)                | Лесная кошка — вид семейства кошачьих, отряда хищных. Размер тела от 45 до 80 см, вес от 3 до 8 кг. Средняя высота — около 35 см, длина хвоста — около 30 см. Окрас буровато-серый, кончик хвоста — чёрный. Животные ведут одиночный образ жизни, каждая особь удерживает территорию около 3 км². Лесная кошка распространена на территории Западной Европы, включая Шотландию, в Малой Азии, а также на Европейской части России. В Ростовской области достоверно известен один случай нахождения вида, в станице Мигулинской, на севере области в 1965 году. Меры по охране вида из-за практического его отсутствия на территории области не применялись. |             | 3   | 3  |    | LC   |
| 2010           | Bison bonasus (подвид bonasus ) (Linnaeus, 1758) | Зубр — вид семейства полорогих, отряда парнокопытных. В Красную книгу Ростовской области занесён номинативный подвид этого вида. Длина тела — до 3 метров, высота в холке — до 2 метров, вес — 900—100 килограмм. Единственный дикий вид крупных быков Европы, уцелевший до наших дней. К первой половине XX века вид был практически полностью истреблён. В 1923 году было создано Международное общество охраны зубра. Сегодня выселенные по специальным программам из зоопарков на природу популяции зубров обитают в Польше, Белоруссии, Литве, Молдавии, Украине, Словакии и России. В 1993 году в «Фоминский заказник» Ростовской области из Приокско-Террасного заповедника была завезена группа из 10 зубров, однако из-за несоблюдения рекомендаций по технологии репатриации животных в настоящий момент, возможно, сохранилось лишь два или три зубра. Основными факторами, повлиявшими на сокращение популяции, стали браконьерство и конкуренция со стороны сельскохозяйственных животных. Естественных врагов у зубра практически нет. |             | 1   | 1  |    | VU   |